# Keith Scott

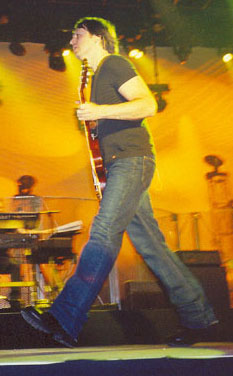
Keith Scott in Madrid (2003)

Keith Douglas Scott (* 20. Juli 1954 in Vancouver) ist ein kanadischer Musiker und Gitarrist. Bekannt wurde Scott als Lead-Gitarrist des Rockmusikers Bryan Adams, dessen Band er seit 1981 angehört.

## Leben
1954 in Vancouver, Kanada, geboren, kam Scott durch seine musikalischen Eltern früh in Kontakt mit Musik (der Vater spielte Jazz-Klavier, die Mutter sang zeitweise), er spielte unter anderem Flöte im Schulorchester. Mit dem Geld, das er zu seinem 14. Geburtstag erhalten hatte, kaufte Scott 1968 seine erste Akustikgitarre in einem Laden namens „Five and Dime“. Nachdem Scott das Gitarrenspiel autodidaktisch erlernte, kaufte er drei Jahre später seine erste E-Gitarre, eine gebrauchte Fender Stratocaster. Dabei eiferte er seinen Gitarrenhelden nach wie unter anderem Jimi Hendrix, Eric Clapton und Jeff Beck, die ihn maßgeblich im Stil beeinflussten.
Während der 1970er tourte Scott mit verschiedenen Bands wie „Bowser Moon“, „The Handley Page Group“ und „Zingo“ durch die lukrative Nachtklub-Szene Kanadas. Bei diesen Engagements spielte Scott bis zu 300 Auftritte im Jahr.
Im Jahr 1981 gründete Bryan Adams, ebenfalls Musiker aus der kanadischen Nachtclub-Szene, eine Band für kommerzielle Plattenaufnahmen. Adams hatte bereits einen Plattenvertrag sowie zwei Alben und benötigte eine feste Band, um auch größere Tourneen spielen zu können. Adams, der Scott bereits aus der Szene kannte, engagierte den Gitarristen als Musiker für die Liveband. Aus diesem Engagement erwuchs eine Zusammenarbeit und enge Freundschaft, die bis heute anhält. Scott ist auf allen Alben von Bryan Adams zu hören und begleitete Adams bei einer Vielzahl von Konzerten.
Neben der Zusammenarbeit mit Bryan Adams ist Scott auch als Musiker für andere Künstler tätig geworden. Scott spielte u. a. Gitarre für Künstler wie Cher, Tina Turner und Tom Cochrane. Mit Bryan Ferry nahm Scott das Album "Boys And Girls" auf.
Aufgrund seiner Leistungen widmete die Firma Gretsch Scott eine eigene Gitarre, die Gretsch 6120. Trotz dieses Signature-Modells spielt Scott auf der Bühne und im Studio je nach verlangtem Klang verschiedene Instrumente, dabei u. a. eine Gibson Les Paul, eine Fender Stratocaster sowie diverse Akustikgitarren.
Mit Mark Holden und Mickey Curry spielt er in der Band The Fontanas, und die erste CD mit eigener Musik ist fertiggestellt.
Privat ist Scott verheiratet und Vater zweier Kinder.

## Musik
Keith Scott gilt als das perfekte Beispiel eines banddienlichen Musikers (sog. Sidekick oder Sideman). Obwohl durchaus talentiert und kreativ, ordnet Scott sein Gitarrenspiel immer dem jeweiligen Song oder Bandleader unter.
Bei Fans von Bryan Adams genießen vor allem die Auftritte in den Jahren 1998 bis 2001 hohes Ansehen, wo Adams und Scott Konzerte in Triobesetzung gaben. Adams spielte dabei Bass und sang die Leadstimme, Scott übernahm die komplette Gitarrenarbeit und die Backgroundstimme.

## Diskografie (Auswahl)

### Mit Bryan Adams
- "Cuts Like A Knife" (1983)
- "Reckless" (1984)
- "Into The Fire" (1987)
- "Waking up the Neighbours" (1991)
- "18 Til I Die" (1996)
- "Bryan Adams MTV Unplugged" (1997)
- "On A Day Like Today" (1998)
- "SPIRIT - Stallion of the Cimarron" (2002)
- "Room Service" (2004)
- "11" (2008)
- "Get Up" (2015)
- "Shine a light" (2019)
- "So Happy It Hurts" (2022)
- "Classic" Pt. 1&2 (2022)
- "Roll With The Punches" (2025)

### Mit weiteren Künstlern
- „Boys And Girls“ – Bryan Ferry
- Michael Bublé "Hold on" aus dem Album Crazy Love